# Duranus
Duranus település Franciaországban, Alpes-Maritimes megyében. Lakosainak száma 159 fő (2022. január 1.). Duranus Coaraze, Levens, Lucéram és Utelle községekkel határos.

## Népesség
A település népességének változása:
| Lakosok száma | 118  | 118  | 142  | 156  | 154  | 138  | 140  | 150  | 152  | 159  |
|               | 1968 | 1982 | 1990 | 2006 | 2013 | 2015 | 2017 | 2019 | 2020 | 2022 |